# Матвеевка (Луганская область)
Матвеевка (укр. Матвіївка) — село, относится к Свердловскому району Луганской области Украины. С 2014 года не контролируется Украиной.

## География
Соседние населённые пункты: посёлки Шахтёрское (примыкает) и Ленинское на севере; город Свердловск на северо-востоке; посёлок Калининский и село Уткино на востоке; сёла Рытиково на юге, Антракоп и Берёзовка на юго-западе; посёлок Киселёво на западе.

## Население
Население по переписи 2001 года составляло 239 человек.

## Общие сведения
Почтовый индекс — 94855. Телефонный код — 6434. Занимает площадь 23,3 км². Код КОАТУУ — 4424284401.

## Местный совет
94855, Луганская обл., Свердловский сельский совет, с. Матвеевка, ул. Октябрьская, 14а